# São José do Cedro
São José do Cedro is een gemeente in de Braziliaanse deelstaat Santa Catarina. De gemeente telt 14.155 inwoners (schatting 2009).

## Aangrenzende gemeenten
De gemeente grenst aan Anchieta, Guaraciaba, Guarujá do Sul, Palma Sola en Princesa. 

### Landsgrens
En met als landsgrens aan de gemeente Bernardo de Irigoyen in het departement General Manuel Belgrano en de gemeente San Pedro in het departement San Pedro in de provincie Misiones met het buurland Argentinië.